# اوه دکتر!
اوه دکتر! (انگلیسی: Oh Doctor!) فیلمی کوتاه به کارگردانی راسکو آرباکل محصول سال ۱۹۱۷ کشور ایالات متحده آمریکا است.

## بازیگران
- راسکو آرباکل
- باستر کیتون
- ال سنت جان
- آلیس من
- آلیس لیک